# Увин, Питер
Питер Увин (фр. Peter Uvin, 1962, Бельгия) — американский политолог-африканист бельгийского происхождения. Профессор Тафтского университета. Лауреат премии имени Херсковица, наиболее влиятельной награды за работы в области исследований Африканского континента, и стипендии Гуггенхайма.

## Краткая биография
Увин окончил в 1984 году Гентский университет со степенью лиценциата по дипломатии, а год спустя там же получил и вторую степень лиценциата по политологии. После прохождения дальнейшего обучения в Стокгольмском университете он получил степень PhD по политологии в Женевском университете в 1991 году. Первоначально он работал приглашённым лектором и профессором в нескольких высших учебных заведениях Бельгии, а затем перешел в Брауновский университет, где в 1994 году получил работу на кафедре памяти семьи Джоуковски в качестве адъюнкт-профессора. В 2000 году Увин стал профессором имени Генри Лейра в области гуманитарных наук в Университете Тафтса, а с 2007 по 2013 год — деканом Флетчерской школы права и дипломатии там же. В 2013 году Увина приняли на работу в Амхерст-колледж в качестве первого проректора. В 2015 году он снова вернулся в Тафтский университет.

## Награды
- Премия Херсковица (1999 год) за книгу «Aiding Violence: The Development Enterprise in Rwanda»[6].
- Стипендия Гуггенхайма (2006 год)[7].